# GO-479
A rodovia GO-479 é uma rodovia brasileira localizada no estado de Goiás. É um dos acessos ao Distrito Federal.

## Percurso
- Início: entroncamento com a rodovia GO-338
- Municípios percorridos: Pirenópolis (Distrito de Lagolândia)
- Término:entroncamento com a rodovia GO-473.[3]